# Rikstygmästare
Rikstygmästaren eller riksfälttygmästaren var en svensk chefsämbetsman mellan 1602 och 1682 med ansvar för artilleriet och vapentillverkningen (tygmaterielen). Rikstygmästaren ingick i Krigskollegium och var en av riksämbetsmännen, dock som en av de lägre riksämbetsmännen som ej ingick i Riksrådet.

## Rikstygmästaren
- 1602: Joachim von Berfelt
- 1612: Johan Månsson (Ulfsparre af Broxvik)
- 1634: Lennart Torstensson
- 1642: Johan Lilliehöök
- 1645–1646: Carl Gustaf Wrangel
- 1657: Erik Stenbock
- 1660: Gustaf Evertsson Horn
- 1664: Simon Grundel-Helmfelt
- 1668: Gustaf Oxenstierna (1626–1693)
- 1671: Conrad Christoph von Königsmarck
- 1674: Per Sparre (1628–1692)